# Naturschutzgebiet (Deutschland)

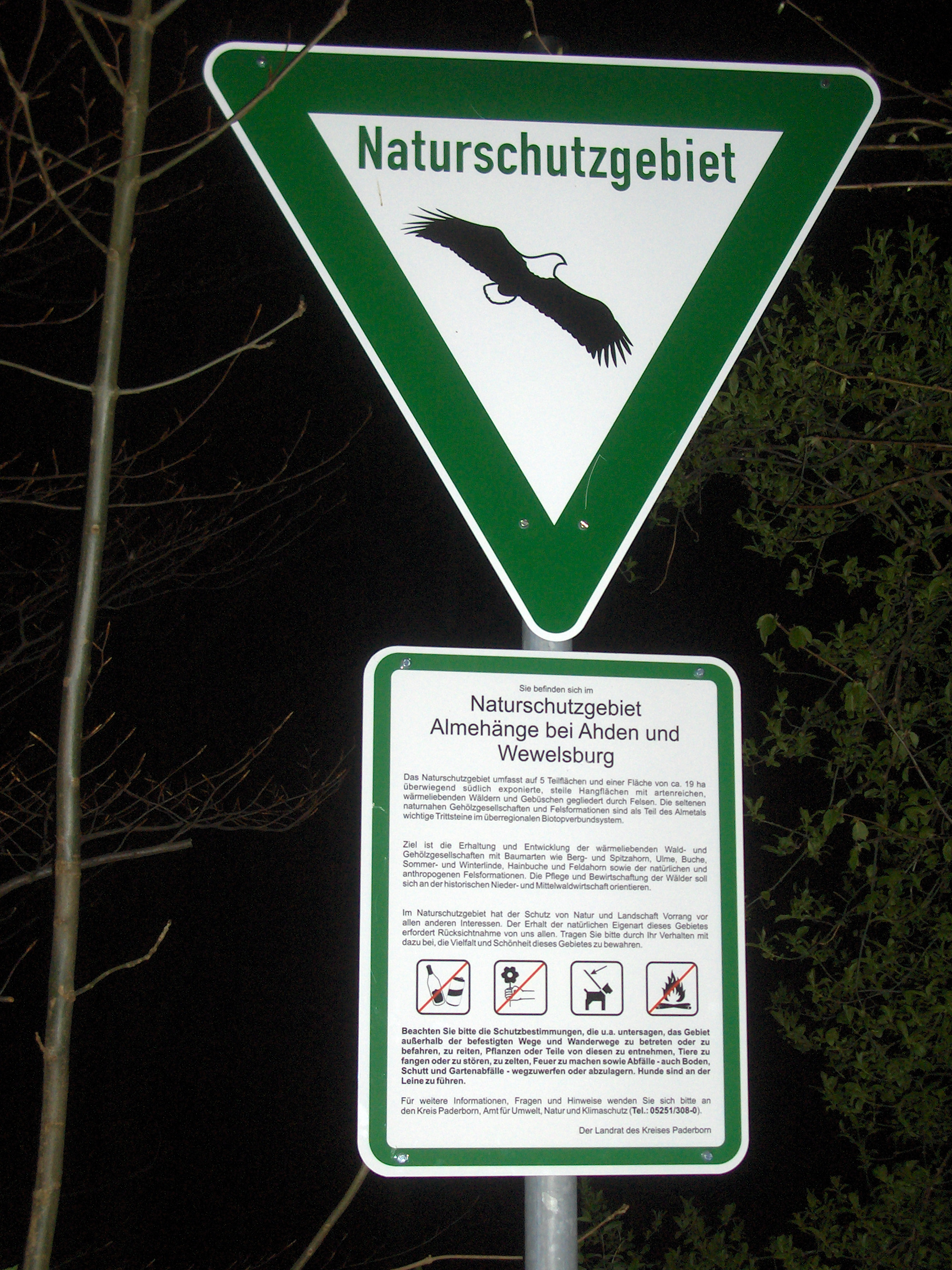
NSG-Schild und Hinweisschild mit Beschreibung, Geboten und Verboten in Nordrhein-Westfalen

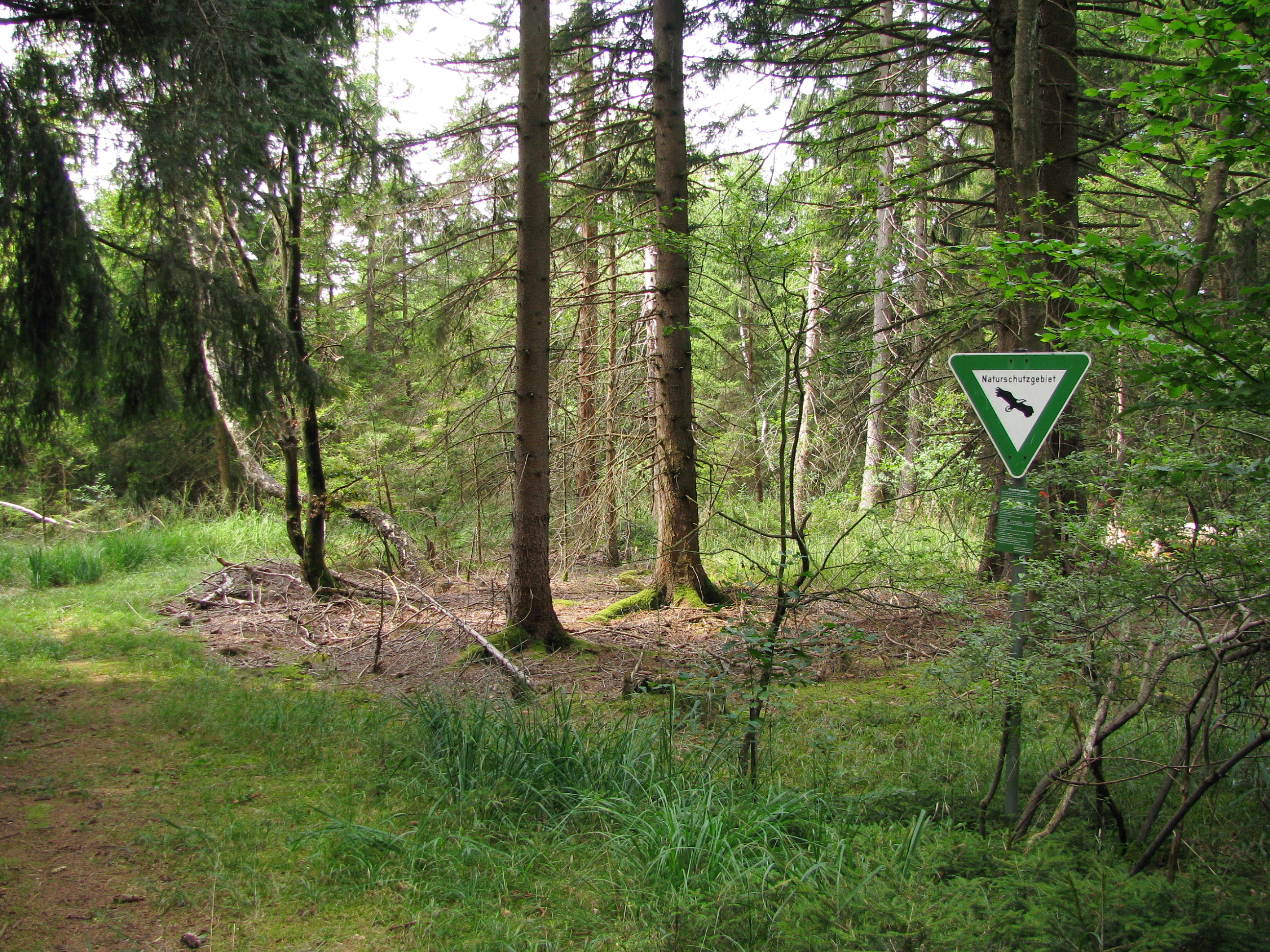
Naturschutzgebiet Wildmoos (Landkreis Starnberg, Bayern)

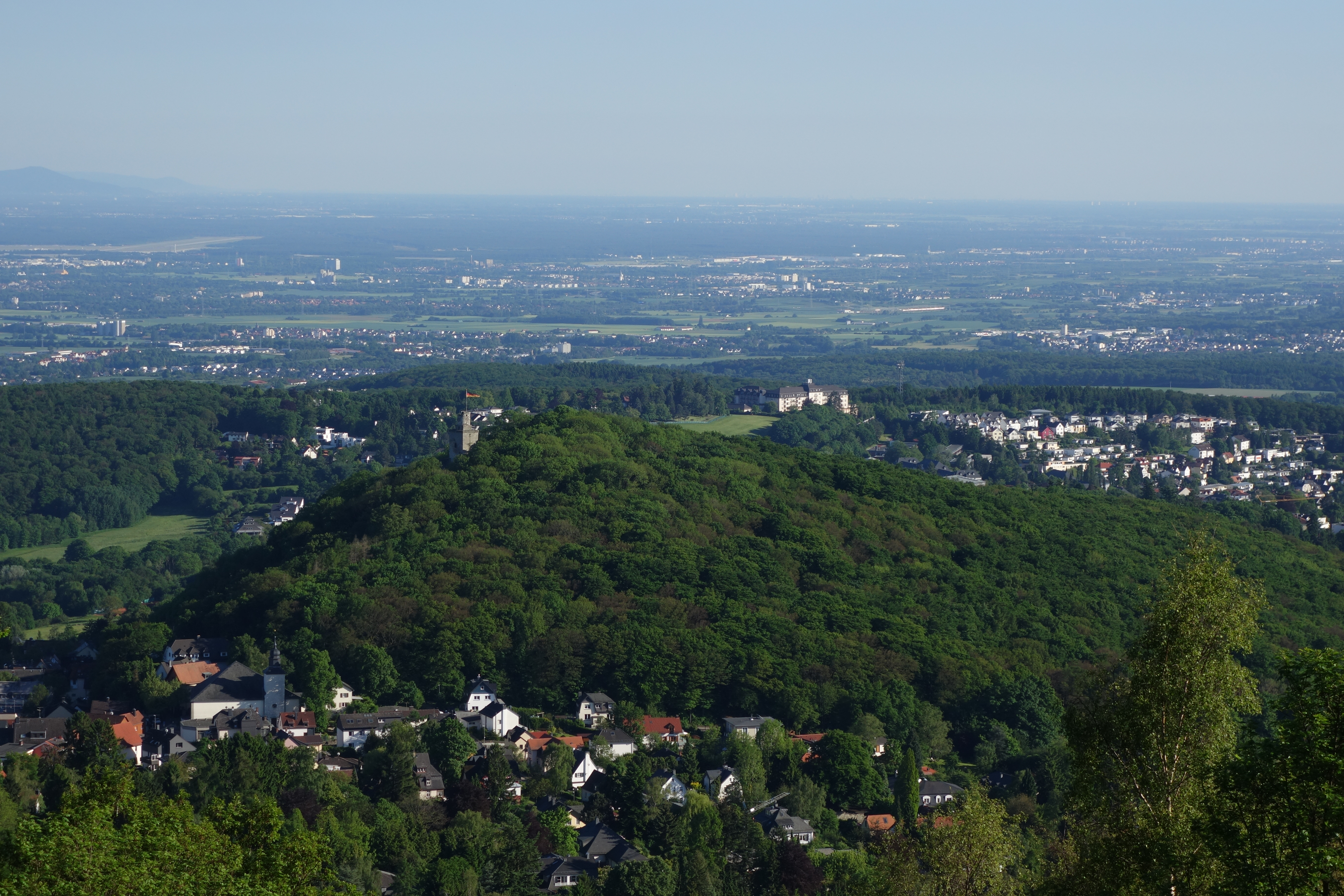
Naturschutzgebiet Burghain Falkenstein im Taunus

Naturschutzgebiet (NSG) ist eine Schutzkategorie des gebietsbezogenen Naturschutzes nach dem Bundesnaturschutzgesetz (BNatSchG).

## Gesetzliche Bestimmungen
§ 23 BNatSchG lautet im Wortlaut:
1. zur Erhaltung, Entwicklung oder Wiederherstellung von Lebensstätten, Biotopen oder Lebensgemeinschaften bestimmter wild lebender Tier- und Pflanzenarten,
2. aus wissenschaftlichen, naturgeschichtlichen oder landeskundlichen Gründen oder
3. wegen ihrer Seltenheit, besonderen Eigenart oder hervorragenden Schönheit.

Die Verwendung der Bezeichnung „Naturschutzgebiet“ oder solcher, die ihr zum Verwechseln ähnlich sind, für andere als die gesetzlich geschützten Gebiete ist nach dem Gesetz verboten.
Naturschutzgebiete werden in der Regel durch Veröffentlichung der Schutzgebietsverordnung und der Abgrenzung (meist in Kartenform) in einem amtlichen Mitteilungsblatt per Erlass oder Rechtsverordnung rechtskräftig ausgewiesen. In den Ländern, in denen der Landschaftsplan als rechtsverbindliche Satzung beschlossen wird (meist ist er nur unverbindliches Fachgutachten) können sie auch mit der Rechtskraft des jeweiligen Landschaftsplans rechtskräftig werden. Da es sich bei der Schutzgebietsausweisung um einen Eingriff in die Rechte Dritter handelt, ist Betroffenen vorher Gelegenheit zur Stellungnahme zu geben. Die Ausweisung eines Naturschutzgebiets ist ein Rechtsakt und kann als solcher gerichtlich angefochten werden, allerdings nur von Betroffenen. Die Behörde darf vor der Ausweisung des Schutzgebiets eine befristete Veränderungssperre verhängen, damit nicht noch schnell vor Rechtskraft Fakten geschaffen werden können.

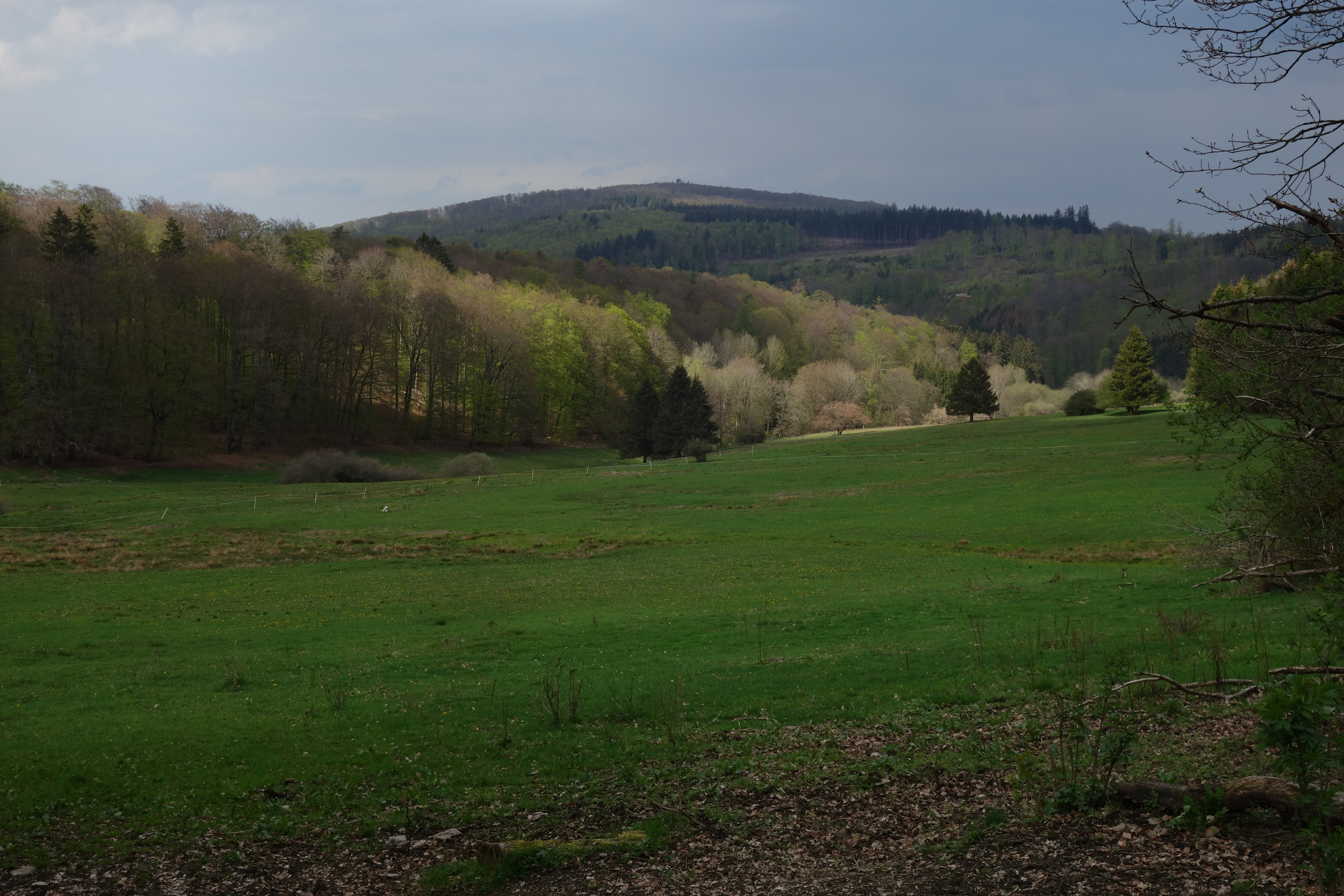
Blick über das Naturschutzgebiet Saubach und Niedgesbach bei Seelenberg zum Berg Pferdskopf (mit Aussichtsturm)

Der Status eines Naturschutzgebiets ist (mit Ausnahme der seltenen, großräumigen Nationalparks, wobei sich diese Kategorien überschneiden können) in der Regel die strengste gesetzliche Gebietsschutzkategorie (Sonderfall Natura 2000 hier nicht berücksichtigt). Die Flächen und Grundstücke innerhalb des Naturschutzgebiets haben in der Regel private Eigentümer. Deren Recht an ihrem Eigentum wird durch die Ausweisung nicht aufgehoben. Durch die Rechtsprechung abgesichert ist aber, dass die Eigentümer Einschränkungen an der Nutzung und Nutzbarkeit ihrer Grundstücke hinzunehmen haben. Rechtliche Grundlage dafür ist die im Grundgesetz verankerte Sozialpflichtigkeit des Eigentums. Welche Einschränkungen im Einzelnen gelten, ist in der Praxis häufig stark umstritten. Die Naturschutzbehörde ist gehalten „unbillige“ Härten zu vermeiden, d. h. alle Einschränkungen müssen sich aus dem Schutzzweck als notwendig ergeben. Wird die Nutzbarkeit eines Grundstücks durch die Schutzgebietsverordnung so stark eingeschränkt, dass es für den Eigentümer gar nicht mehr nutzbar und damit wertlos wird („enteignungsgleicher“ Eingriff), so kann er die öffentliche Übernahme (zum Marktwert) verlangen. Rechtmäßig ausgeübte Nutzungen innerhalb eines neu ausgewiesenen Naturschutzgebiets haben Bestandsschutz. Sie dürfen damit aber nicht mehr intensiviert oder ausgeweitet werden. Um Konflikten mit den Grundeigentümern zu entgehen, bemüht sich die Naturschutzbehörde in vielen Fällen um den öffentlichen Ankauf der Flächen. Aber auch mit öffentlichen Nutzungsberechtigten, z. B. Forstverwaltungen, sind Nutzungskonflikte innerhalb von Naturschutzgebieten an der Tagesordnung.
Neben dem Grundeigentum werden unter Umständen weitere Rechte und Nutzungsmöglichkeiten innerhalb eines Naturschutzgebiets eingeschränkt oder aufgehoben. Dies betrifft z. B. Jagd- und Fischereirechte, Betretungsrechte u. v. m. Auch hier gilt: Maßgeblich für die Einschränkung ist der Text der Schutzgebietsverordnung. Entsprechende Rechte erlöschen also keinesfalls automatisch. Meist wird in Naturschutzgebieten die Erholungsnutzung durch ein Wegegebot eingeschränkt. Das bedeutet, sie dürfen weiterhin betreten werden, aber nur auf gekennzeichneten Wegen.
Im Regelfall versucht die Naturschutzbehörde, die Entwicklung eines Naturschutzgebiets zu steuern, um die Schutzziele erreichen zu können. Dafür werden teils spezielle Fachgutachten erstellt, meist „Pflegeplan“, „Pflege- und Entwicklungsplan“, „Managementplan“ o. ä. genannt. Diese stellen die behördlichen Ziele im Gebiet dar. Gegenüber Dritten (z. B. Grundeigentümern) besitzen sie keine Rechtskraft. In vielen Naturschutzgebieten bestehen erhebliche Vollzugsdefizite, weil die Behörden nicht in der Lage sind, die Verbote und Auflagen durchzusetzen oder zu kontrollieren (z. B. wegen Personalmangels). Der Status eines Naturschutzgebiets stellt also nicht automatisch sicher, dass die Schutzziele im Gebiet auch erreicht werden. In der Praxis hat sich der Zustand zahlreicher Naturschutzgebiete nach ihrer Ausweisung nachweisbar verschlechtert.

## Kennzeichnung

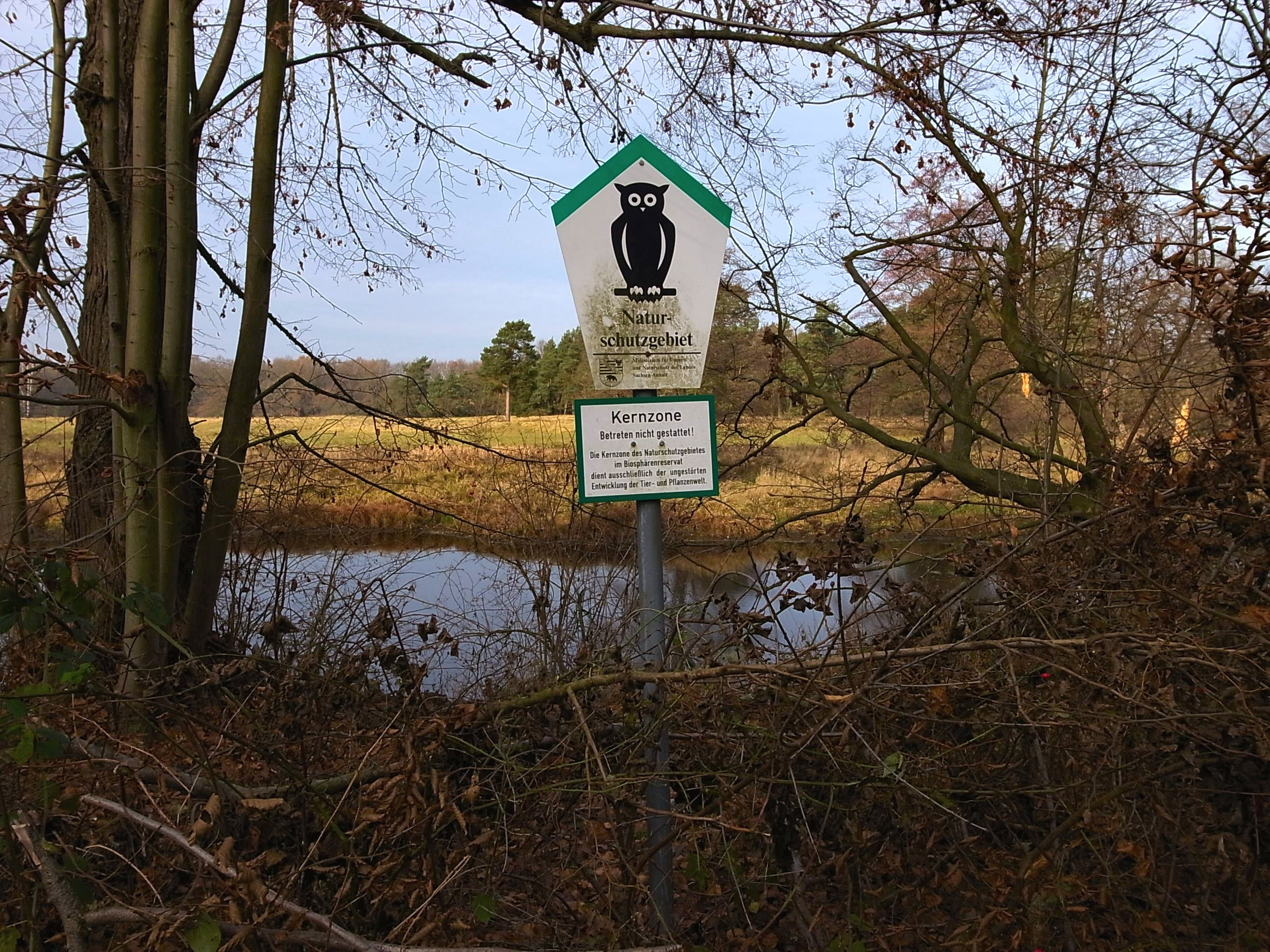
NSG-Schild in Sachsen-Anhalt

Da Naturschutzgebiete ansonsten rechtmäßige Nutzungsmöglichkeiten einschränken, müssen sie im Gelände gekennzeichnet werden. Nur dann kann z. B. ein Spaziergänger wissen, dass er sich in einem Schutzgebiet befindet und er z. B. die Wege nicht verlassen darf. Aus historischen Gründen ist diese Kennzeichnung in Deutschland nicht einheitlich.
Naturschutzgebiete wurden in Westdeutschland von 1954 bis 1994 einheitlich durch grüne, dreieckige Schilder gekennzeichnet, auf denen in einem weißen Feld das Sinnbild eines fliegenden Seeadlers zu sehen war. Die Konzeption dieser Schilder blieb im Einzelnen den Ländern überlassen, in deren Zuständigkeitsbereich die Umweltpolitik liegt. So zeigen viele Schilder bis heute abweichende Details im Logo und in der Typographie. Die schwarz-weiße Flugbildzeichnung eines schwebenden Seeadlers geht auf den Maler und Graphiker Hans Troschel (1899–1979) zurück, der als Naturliebhaber auch das Buch Am See der Milane schrieb. Der Seeadler wurde als Symbol des deutschen Wappenvogels übernommen. Je nach Qualität und Ausführung des Logos auf dem Schild konnte in einigen Abbildungen des Seeadlers auch ein Weißkopfseeadler, das Wappentier der USA, erkannt werden.
Ebenfalls 1954 wurde in der Deutschen Demokratischen Republik ein Schild amtlich, das ein von dem Naturschützer Kurt Kretschmann (1914–2007) gestaltetes Logo einer Waldohreule zeigte. In seiner letzten Version wurde ein graphisch verändertes Sinnbild der Eule auf einem gelben, trapezförmigen Schild mit einem nach oben spitzwinkligen Ende am 1. Juni 1971 in der DDR rechtsgültig.
Im Rahmen der Wiedervereinigung kam es zu dem Beschluss der 42. Umweltministerkonferenz vom 18./19. Mai 1994, das Eulensymbol auf dem Gebiet der ehemaligen DDR weiterzuverwenden. Außerdem wurde angeregt das Symbol der Waldohreule in ganz Deutschland einzuführen. Diese Anregung wurde von einigen westdeutschen Bundesländern aufgegriffen, wobei es Ländersache blieb, wie ein künftiges Eulenlogo gestaltet sein sollte.
- Baden-Württemberg, Bayern, Hamburg, Hessen, Nordrhein-Westfalen, Rheinland-Pfalz und das Saarland verwenden den Seeadler im grünen Dreieck.
- In Berlin wird seit Ende Dezember 1994[5] die Kretschmann-Eule im grünen, dreieckigen Schild aufgestellt.
- Niedersachsen ließ 1996 ein eigenes Eulenlogo entwickeln, das im grünen, dreieckigen Schild steht.
- Auch in Bremen gilt die Eule im grünen Dreieck.
- Brandenburg, Mecklenburg-Vorpommern, Sachsen, Sachsen-Anhalt, Schleswig-Holstein und Thüringen verwenden die Eule im Fünfeck, wobei Sachsen-Anhalt anstelle des gelben einen weißen Grund verwendet. Dieses Zeichen gleicht dem in der ehemaligen DDR.

„Eule im Fünfeck“ – Das Eulensymbol stammt von Kurt Kretschmann. Dieses Schild wurde ursprünglich in der DDR eingesetzt.
Variante des in Westdeutschland bis 1994 üblichen Schilds mit dem Seeadler
1996 für Niedersachsen eingeführtes Schild
2007 überarbeitetes Schild für Bayern
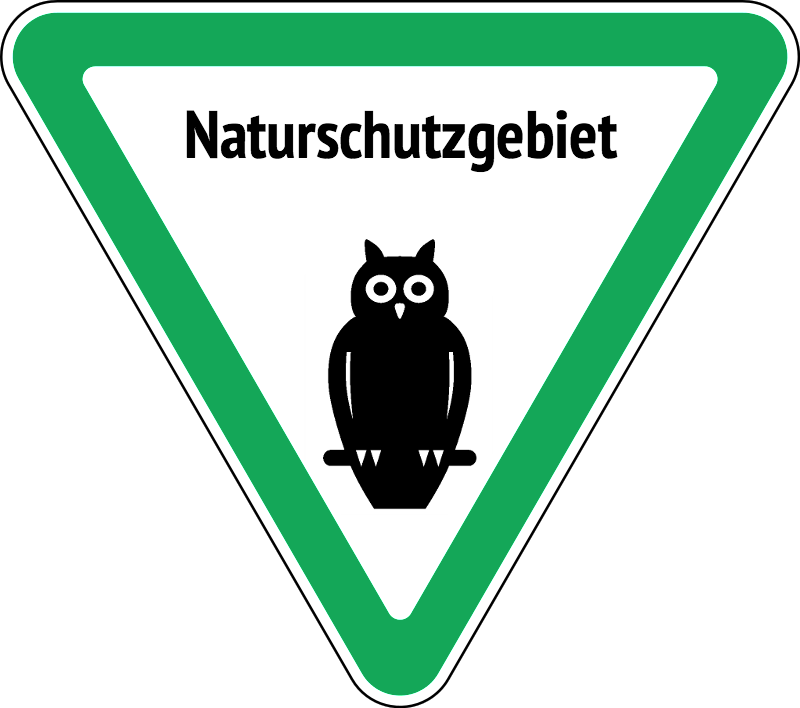
1995 eingeführtes Schild für Berlin
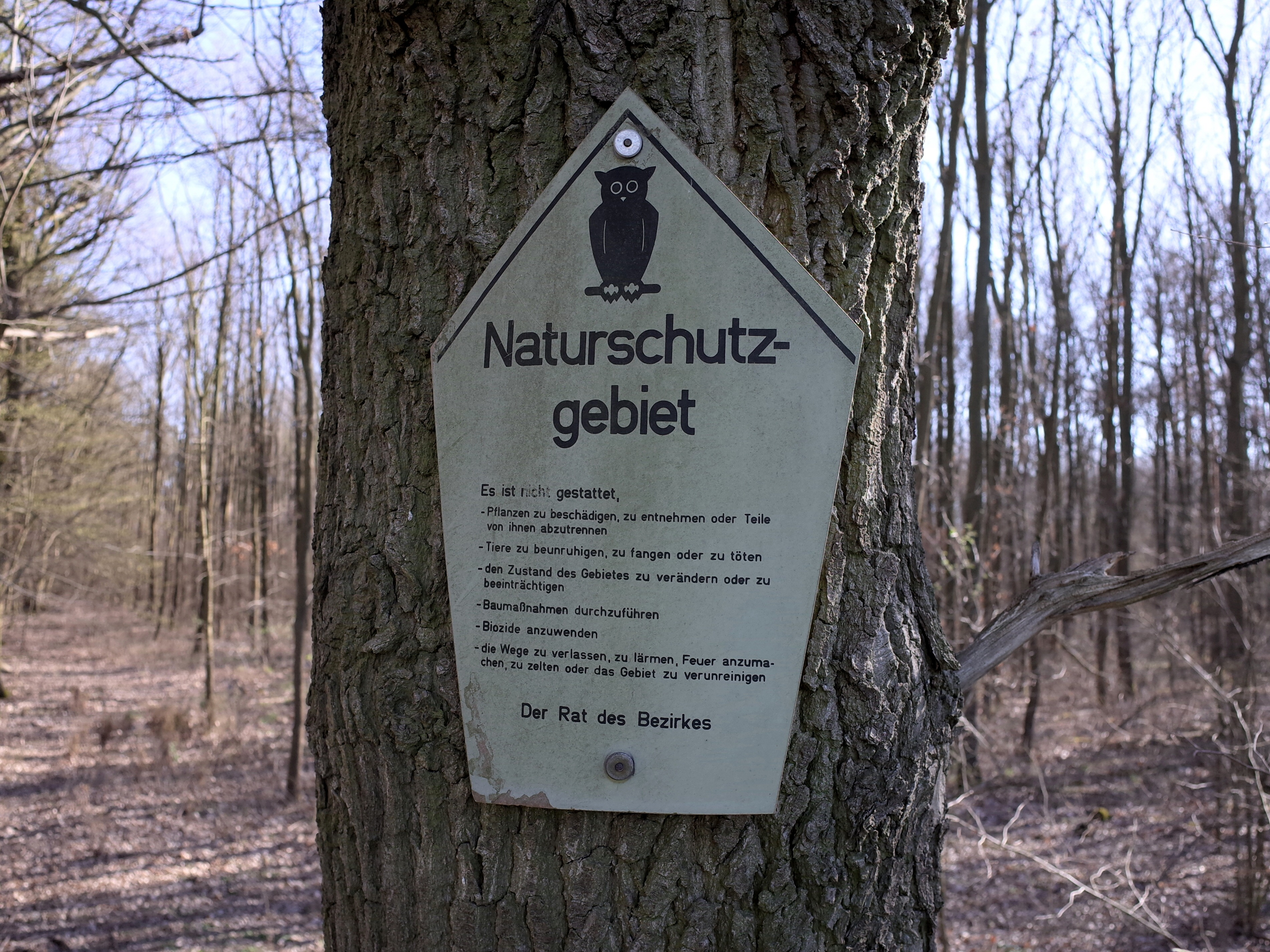
NSG-Schild in der DDR

Naturschutzgebiete sind bei der Bauleitplanung zu berücksichtigen und müssen in Bebauungsplänen dargestellt und beachtet werden. Man spricht hier von einer nachrichtlichen Übernahme. Sie sind verbindlich und können nicht etwa aufgrund eines übergeordneten Allgemeinwohls in der Abwägung überwunden werden. Allerdings ist es selbstverständlich möglich, Naturschutzgebiete aufzuheben. Hier gilt im Prinzip dasselbe Verfahren wie bei ihrer Ausweisung.
Als Beispiel für eine Verordnung ist für das Naturschutzgebiet Oberes Pfefferfließ, Brandenburg der „Schutzzweck“ des Gebietes ausführlich wiedergegeben.

## Naturschutzgebiete in Deutschland
Als ältestes Naturschutzgebiet Deutschlands gilt die Baumannshöhle im Harz. Bereits am 10. April 1668 erließ der Braunschweiger Herzog Rudolf August eine Verordnung zum Schutz der Baumannshöhle. Sehr früh unter staatlichen Schutz gestellt wurde auch der Drachenfels im Siebengebirge. Im Jahr 1836 erwarb die preußische Regierung den dortigen Steinbruch zum Abbau von Trachyt, um ihn sofort stillzulegen und so die Silhouette des Berges als Naturschönheit zu sichern.
Das Neandertal bei Düsseldorf ist das erste deutsche Naturschutzgebiet im heutigen Sinne. Nachdem von der ursprünglichen Schönheit des Gesteins und der Düsselklamm kaum noch etwas zu erahnen und das Tal durch den industriellen Kalksteinabbau stellenweise bis zu 350 Meter breit war, wurden am 9. August 1921 weite Teile des Tales unter Schutz gestellt. Dies gelang aufgrund der Initiative des am 28. November 1920 von Bürgern der damaligen Gemeinden Erkrath, Mettmann und Gruiten sowie der Städte Düsseldorf und Elberfeld gegründeten Naturschutzvereins Neandertal e. V. Dieses Komitee machte es sich zur Aufgabe, nicht nur die wenigen Reste des Tales zu schützen, sondern die Funde auch der Nachwelt zu erhalten, und regte die Einrichtung eines Museums an, welches am 3. März 1938 eröffnet werden konnte.
Die Kategorie Naturschutzgebiet wurde erstmals 1920 im Preußischen Feld- und Forstpolizeigesetz verankert. Andere deutsche Teilstaaten folgten.  Mit dem Reichsnaturschutzgesetz von 1935 gab es in Deutschland eine gesamtstaatliche Verordnung. 1936 waren 98 Gebiete als Naturschutzgebiete eingetragen. Von 1949 an blieb in der Bundesrepublik Deutschland das Reichsnaturschutzgesetz mit Ausnahme des § 24 gültig, und in der Folgezeit erstellten die Bundesländer eigene Naturschutzgesetze. 1976 wurde ein Rahmengesetz, dem die Naturschutzgesetze der Bundesländer angepasst werden mussten, verabschiedet.
Es gibt auch marine Naturschutzgebiete im Küstenmeer, der Anschlusszone und in der deutschen ausschließlichen Wirtschaftszone. Bisher  wurden in der Nord- und Ostsee Meeresnaturschutzgebiete mit einer Gesamtfläche von 1.039.200 Hektar ausgewiesen.

### Naturschutzgebiete in der DDR

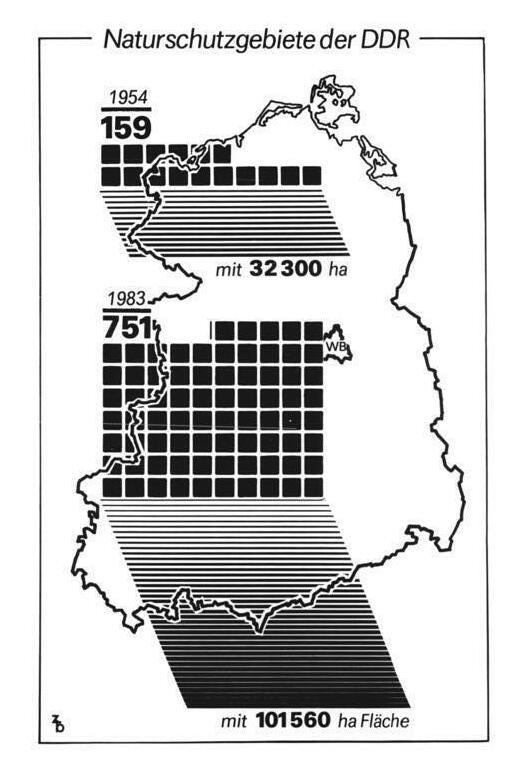
Naturschutzgebiete der DDR 1954/1983

Der Naturschutz in der DDR baute auf dem bis 1954 rechtlich fortgeltenden Reichsnaturschutzgesetz auf und blieb mit der Entwicklung in den westlichen Bundesländern (der Bundesrepublik Deutschland) vergleichbar. Auch das Naturschutzgesetz von 1954 lehnte sich inhaltlich stark an das Reichsnaturschutzgesetz an. Erste neue Naturschutzgebiete wurden ab 1957 auf Grundlage der „Anordnung über die Erklärung von Landschaftsteilen zu Naturschutzgebieten“ ausgewiesen. Auch das Landeskulturgesetz von 1970 brachte hier wenig Änderungen. Dem Gesetz zufolge waren in Naturschutzgebieten „Maßnahmen unzulässig, welche die Pflanzen- und Tierwelt beeinträchtigen. Ausnahmen bedürfen der Genehmigung der zuständigen Staatsorgane.“ (§ 13, Abs. 7).
Naturschutzgebiete in der DDR wurden in der Regel nicht landwirtschaftlich genutzt (Residualflächen). Für die Gebiete wurden von den Räten der Bezirke gemeinsam mit dem Institut für Landschaftsforschung und Naturschutz (ILN), hier als „Behandlungsrichtlinien“ bezeichnete, Pflege- und Entwicklungspläne aufgestellt. Ende 1969 gab es in der DDR 650 Naturschutzgebiete mit einer Gesamtfläche von 75.500 Hektar. Zum Ende der DDR existierten 789 Schutzgebiete mit 109.192 Hektar Fläche. Der Anteil an der Landesfläche lag bei 0,96 Prozent (Bundesrepublik Deutschland 1990: 1,38 Prozent).

### Nach der deutschen Wiedervereinigung
Der Anteil an der Landesfläche lag 1990 in den westlichen Bundesländern bei 1,38 Prozent. Nach dem Beitritt der neuen Bundesländer wurde das Landeskulturgesetz abgelöst und 2002 ist eine erste Novellierung des Bundesnaturschutzgesetzes in Kraft getreten.
Ende 2008 existierten in Deutschland 8413 Naturschutzgebiete mit einer Gesamtfläche von 1.271.582 Hektar. Das entspricht 3,6 % der Fläche Deutschlands. Die niedrigsten Flächenanteile weisen die Länder Hessen (1,8 %) und Rheinland-Pfalz (1,9 %) auf. Die Flächenanteile der „alten“ und der „neuen“ Bundesländer sind vergleichbar. Ca. 60 % aller Naturschutzgebiete sind kleiner als 50 Hektar. In solchen kleinen Gebieten wird nach Ansicht der Fachleute das Erreichen der Schutzziele gefährdet, weil negative Einflüsse aus dem Umland nicht ausreichend abgepuffert werden können. Die Anzahl und Größe der Naturschutzgebiete hat sich den vergangenen Jahrzehnten deutlich erhöht. Im Jahre 1995 bestanden in Deutschland nur 5314 Naturschutzgebiete auf einer Fläche von 6845 km². Auch der jetzige Umfang wird von Fachleuten als zu niedrig angesehen, um die Artenvielfalt in Deutschland erhalten zu können. Die Europäische Kommission hat im Februar 2021 beschlossen, Deutschland vor dem Europäischen Gerichtshof wegen mangelhafter Umsetzung der Habitat-Richtlinie zu verklagen.
In der folgenden Tabelle sind die Naturschutzgebiete nach deutschen Ländern aufgeführt (wenn nicht anders angegeben: Stand 2017):
| Bundesland             | Anzahl | Gesamtfläche (ha) | Flächenanteil (%) |
| ---------------------- | ------ | ----------------- | ----------------- |
| Baden-Württemberg      | 1.050  | 87.774            | 2,46              |
| Bayern                 | 0596   | 165.368           | 2,34              |
| Berlin                 | 0044   | 2.729             | 3,1               |
| Brandenburg (2021)     | 0467   | 237.232           | 8,2               |
| Bremen                 | 0020   | 3.547             | 8,5               |
| Hamburg                | 0038   | 7.800             | 10,33             |
| Hessen                 | 0768   | 38.419            | 1,8               |
| Mecklenburg-Vorpommern | 0275   | 94.800            | 3,1               |
| Niedersachsen          | 0840   | 291.279           | 5,5               |
| Nordrhein-Westfalen    | 3.181  | 278.800           | 8,2               |
| Rheinland-Pfalz        | 0524   | 39.431            | 2,0               |
| Saarland               | 0107   | 9.632             | 3,75              |
| Sachsen                | 0224   | 57.427            | 3,11              |
| Sachsen-Anhalt         | 0199   | 64.197            | 3,14              |
| Schleswig-Holstein     | 0202   | 51.905            | 3,3               |
| Thüringen              | 0253   | 45.043            | 2,7               |
| Deutschland, gesamt    | 8.787  | > 1.475.005       | ca. 4,1           |

Neben dem Naturschutzgebiet kennt das Bundesnaturschutzgesetz weitere Schutzmöglichkeiten, die mehr oder weniger streng ausfallen und unterschiedlichen Zwecken dienen:
- Besonderer Gebietsschutz: Nationalparks, Landschaftsschutzgebiete, Biosphärenreservate, Naturparks
- Europäische Schutzgebiete nach der Fauna-Flora-Habitat-Richtlinie und der Vogelschutzrichtlinie zur Bildung eines europäischen Biotopverbundsystems Natura 2000
- Schutz von Arten und Biotopen: Biotopschutz
- Schutz einzelner Landschaftsteile: Naturdenkmale, geschützte Landschaftsbestandteile

## Einordnung in das Kategoriensystem der IUCN
Die IUCN International Union for Conservation of Nature and Natural Resources (übersetzt „Internationale Union zur Bewahrung der Natur und natürlicher Ressourcen“) hat ein internationales Kategoriensystem für Schutzgebiete aufgestellt, um die Einstufung unabhängig vom nationalen Rechtssystem weltweit vergleichbar zu machen. Die deutschen Naturschutzgebiete werden in der IUCN-Kategorie IV („Biotop-/Artenschutzgebiet mit Management“) eingestuft.